# Xã Center, Quận Carroll, Ohio
Xã Center (tiếng Anh: Center Township) là một xã thuộc quận Carroll, tiểu bang Ohio, Hoa Kỳ. Năm 2010, dân số của xã này là 4.664 người.